# Львовский пул
Пул (также пуло, денарий, динарий) — медная монета, чеканившаяся во Львове (примерно с 1351 по 1382 год) специально для Галичины в XIV—XV веках (одновременно с квартником) при Казимире III, Людвике Венгерском и его наместниках Владиславе Опольском и Владиславе Ягайло. Чеканка этой несвойственной для Польши того времени монеты считают признаком автономного положения Галичины в составе Польского королевства.
Чеканились как мелкая разменная монета для торговли в городах. Стоимость 1 русского квартника (грошика) равнялась стоимости 6—8 медных пулов (денариев).